# 10380 Berwald
10380 Berwald eller 1996 PY7 är en asteroid i huvudbältet som upptäcktes den 8 augusti 1996 av den belgiske astronomen Eric W. Elst vid La Silla-observatoriet. Den är uppkallad efter den svenske tonsättaren Franz Berwald.
Asteroiden har en diameter på ungefär 4 kilometer och den tillhör asteroidgruppen Koronis.